# اتفاقية الجزائر 2000
اتفاقية الجزائر 2000 هي اتفاقية سلام وُقعت بين إثيوبيا وإريتريا في 12 ديسمبر 2000 في الجزائر العاصمة، بين رئيس الوزراء الإثيوبي آنذاك ملس زيناوي والرئيس الإريتيري أسياس أفورقي وبإشراف رئيس الجزائر آنذاك عبد العزيز بوتفليقة، وحضر مراسم التوقيع كذلك كل من كوفي عنان الأمين العام للأمم المتحدة، مادلين أولبرايت وزيرة الخارجية الأمريكية، سالم أحمد سالم الأمين العام لمنظمة الوحدة الإفريقية، رينو سيري ممثل الاتحاد الأوروبي.

## البنود
ولقد تضمنت الإتفاقية عدة بنود منها:
- وقف الأعمال القتالية نهائيا بين الطرفين.
- إطلاق جميع أسرى الحرب.
- إلتزام الدولتين بالمعاملة الإنسانية لمواطني كل طرف.
- إنشاء لجنة مُحايدة لتعيين وترسيم الحدود بين الدولتين على أساس القانون الدولي الحالي والمعاهدات المبرمة في عهد الإستعمار (1900، 1902، 1908).

## روابط خارجية
- نص الإتفاقية كاملا - باللغة العربية